# Изабела Башмакова
Изабела Григориевна Башмакова (на руски: Изабелла Григорьевна Башмакова, 1921–2005) е руска историографка на математиката.

## Биография
Родена на 3 януари 1921 година в Ростов на Дон в семейство с арменски корени. Баща ѝ Григорий Григориевич Башмаков е бил юрист. През 1932 година семейството се мести в Москва. През 1938 година Башмакова постъпва да учи във Факултета по математика и механика на Московския държавен университет, но по време на Втората световна война е евакуирана от Москва и служи като медицинска сестра в Самарканд. През 1948 година завършва докторската си дисертация под ръководството на математичката София Яновская. Дисертацията ѝ е посветена на историята на въвеждането на дефинициите на целите и рационалните числа от времето на Евклид и Евдокс до Золотарьов, Дедекинд и Кронекер.
Башмакова остава в Московския държавен университет като асистент и през 1949 година е повишена в доцент. През 1950 година съпругът ѝ, математикът Андрей Лапин, е арестуван за противопоставянето си на „Лисенковщината“ (политическа кампания, насочена срещу генетиката и научно-базираното селско стопанство), но отново е освободен през 1952 година, частично благодарение и на усилията на Башмакова.
През 1961 година Башмакова се хабилитира (става доктор на науките) и седем години по-късно, през 1968 година, става пълен професор.
По-късните ѝ изследователски приноси включват сравняване на математическия инструментариум, използван от Диофант за решаване на Диофантови уравнения, и съвременните методи, и следвайки разсъжденията на Якоби, тя прави предположението, че методите на Диофант са били значително по-сложни, отколкото дотогава се е смятало, но че тяхната комплексност е останала скрита, заради спецификите на разглежданите случаи, описани в трудовете на Диофант. Башмакова използва комплексни числа да възпроизведе наново геометричните трансформации, изследвани от Франсоа Виет. Освен това изследва историята на алгебричните криви и превежда на руски трудовете на Пиер дьо Ферма.
През 1986 година Международният конгрес на математиците първоначално публикува списък от поканени лектори, в който не присъства името на нито една жена. След изразените протести, изпълнителният комитет на конгреса кани шест жени да говорят пред конгреса. Башмакова е една от шестте поканени жени, тя няма възможност да пътува и да посети конгреса, но статията ѝ е отпечатана в сборника с доклади.
Международната академия за история на науката избира Изабела Башмакова за свой член-кореспондент през 1966 година и за пълноправен член (академик) през 1971 година. Връчени са ѝ почетни дипломи през 1971, 1976 и 1980 година. През 2001 година Академията отличава Башмакова с медала на името на френския математик Александър Койре. През 2011 година конференция на Руската академия на науките е озаглавена в нейна чест.
През 1999 година Башмакова се пенсионира и е избрана за професор емеритус. Умира на 17 юли 2005 година по време на ваканцията си в Звенигород.